# Josette Rey-Debove
Josette Rey-Debove (n. 16 noiembrie 1929, Calais, Franța – d. 22 februarie 2005, Senegal) a fost o lexicografă și semiologă franceză, soția și colega lui Alain Rey la Casa de editură Dictionnaires Le Robert. Ea a fost prima femeie lexicograf în Franța.

## Lucrări
- Le Petit Robert, în colaborare, 1967
- Étude linguistique et sémiotique des dictionnaires français contemporains, Mouton De Gruyter, 1971 ISBN 978-9027916396
- Recherche sur les systèmes signifiants, 1973
- Le Métalangage : étude du discours sur le langage, Armand Colin, 1978 ISBN 978-0004334967, și ediția a doua, augmentată în 1997, reeditare în 2007 ISBN 978-2200017903
- Lexique de sémiotique, PUF, Paris, 1979
- Dictionnaire méthodique du français actuel, 1982, reeditare în 2003
- Le Petit Robert des enfants, 1988
- Dictionnaire des anglicismes, avec Gilberte Gagnon, Le Robert, 1991. ISBN 978-2850360343
- Le Nouveau Petit Robert, în colaborare, 1993, reeditare în 2006 ISBN 978-2849021330
- Le Robert quotidien, 1996
- La Linguistique du signe : une approche sémiotique du langage et le Robert du français, 1998